# Крузе, Лине
Лине Крузе (дат. Line Kruuse; род. 1982, Корсёр, Дания) — победительница конкурса красоты «Мисс Дания-2007». Участница конкурса красоты «Мисс Мира — 2007», прошедшего в декабре 2007 года в г. Санья, (Китай) .
По профессии — лаборант промышленных предприятий. В настоящее время работает в научно-исследовательской лаборатории продуктов питания, ветеринарии и природных ресурсов. Свободно говорит на английском и немного немецком языках.